# 白井昱磨
白井 昱磨（しらいいくま、1944年6月6日 - ）は、日本の建築家。白井晟一研究所所属。

## 来歴
1944年 白井晟一の次男として静岡生。1967年 国際基督教大学人文科学科卒業、1968年〜1972年 ベルリン自由大学哲学科及びベルリン造形大学建築科就学。帰国後白井晟一研究所所属。1983年 白井晟一没後、研究所を主宰。2010年 研究所を東久留米市に移転、「白井晟一・精神と空間」展を企画・監修。原爆堂建設委員会所属。

## 建築作品
| 名称           | 年   | 所在地 |                             |
| -------------- | ---- | ------ | --------------------------- |
| すや・改造     | 1985 | 岐阜   | 『新建築』1985年12月号所載  |
| ユピテル・ビル | 1990 | 東京   | 『新建築』1990年11月号所載  |
| 等々力の家     | 1992 | 東京   | 『住宅特集』1992年9月号所載 |
| 雪花山房       | 1998 | 広島   | 『新建築』1998年3月号所載   |
| 晨昏軒         | 2002 | 広島   | 『住宅特集』2002年4月号所載 |
| 柊心居         | 2010 | 東京   |                             |

## 編著
- 『白井晟一研究』Ⅰ-Ⅴ 1978-84年 南洋堂出版
- 『石水館 建築を謳う』1981年 かなえ書房
- 『白井晟一全集』1988年（共編）同朋舎
- 『白井晟一スケッチ集』1992年（共編）同朋舎
- 『白井晟一の建築 』Ⅰ-Ⅴ（編・解説）2013-16年 めるくまーる
- 『白井晟一の原爆堂―四つの対話』（解説・聞き手）2018年 晶文社
岡﨑乾二郎、五十嵐太郎、鈴木了二、加藤典洋

## 論文等
- 「森の道」1975年　『西洋木造建築』(株)形象社
- 「イロニーの様式」Ⅰ-Ⅲ 1978-84年　『白井晟一研究』所載
- 「白井晟一と原爆堂の背景」上下 2015.16年　『白井晟一の建築』Ⅳ.Ⅴ所載
- 「白井晟一の戦後と原爆堂構想」2018年　『白井晟一の原爆堂・四つの対話』晶文社
- 「めしの味」2000年 5月　『建築雑誌』日本建築学会
- 「二つの塔」2013年　『白井晟一の建築Ⅰ』(株)めるくまーる
- 「水の美術館」2013年　『白井晟一の建築Ⅱ』(株)めるくまーる
- 「KOHAKUAN」2014年　『白井晟一の建築Ⅲ』(株)めるくまーる
- 「白井晟一と二つの塔・懐霄館とノア・ビル」2021年　『白井晟一入門』青幻舎